# ردویتس ان در روداخ
ردویتس ان در روداخ (به آلمانی: Redwitz an der Rodach) یک شهر در آلمان است که در بایرن واقع شده‌است.

## خصوصیات
ردویتس ان در روداخ ۱۴٫۶۶ کیلومترمربع مساحت دارد ۲۹۱ متر بالاتر از سطح دریا واقع شده‌است.